# Michael Landes
Michael "Christopher" Landes (nascido em 18 de setembro de 1972) é um ator americano. Ele é conhecido por seus papéis de Jimmy Olsen na primeira temporada de Lois and Clark: The New Adventures of Superman, Detetive Nicholas em Special Unit 2, e Oficial Thomas Burke em Final Destination 2.

## Carreira
O primeiro papel importante de Michael Landes foi Jimmy Olsen em Lois and Clark: The New Adventures of Superman em 1993. Landes não foi convidado a continuar no papel de Jimmy Olsen após a primeira temporada. O criador da série explica no comentário do DVD que isso foi porque os produtores perceberam que ele se assemelhava muito ao ator Dean Cain.

## Vida pessoal
Landes nasceu no Bronx, Nova York, filho de Patricia uma decoradora e Bernard Landes um consultor de marketing. Ele se casou com a atriz Wendy Benson em 21 de outubro de 2000. Juntos o casal tem dois filhos: Mimi Landes e Dominic Landes.

## Filmografia
| Filmes    | Filmes                                       | Filmes                            | Filmes               |
| Ano       | Título Original                              | Título (Brasil)                   | Papel                |
| --------- | -------------------------------------------- | --------------------------------- | -------------------- |
| 1991      | An American Summer                           |                                   | Tom Travis           |
| 1992      | When the Party's Over                        |                                   | Willie               |
| 1996      | Dream for an Insomniac                       |                                   | Rob                  |
| 1996      | Getting Personal                             |                                   | Christopher DeMarco  |
| 2002      | Hart's War                                   | A Guerra de Hart                  | Maj. M.F. Giannetti  |
| 2003      | Final Destination 2                          | Premonição 2                      | Oficial Thomas Burke |
| 2003      | Beacon Hill                                  |                                   | Billy Dylan          |
| 2005      | Lucky 13                                     | Lucky 13                          | Seth                 |
| 2008      | College Road Trip                            | Como Viajar Com o Mala do Seu Pai | Donny                |
| 2009      | Possession                                   | Sombras de um Desejo              | Ryan                 |
| 2009      | Homecoming                                   | Mente Obssessiva                  | Billy Fletcher       |
| 2009      | The Last Days of Lehman Brothers             |                                   | Zach                 |
| 2010      | My Girlfriend's Boyfriend                    | O Namorado da Minha Namorada      | Troy                 |
| 2010      | Just Wright                                  |                                   | Nelson               |
| 2010      | Burlesque                                    | Burlesque                         | Greg                 |
| 2011      | 11-11-11                                     | 11-11-11                          | Samuel               |
| 2013      | Crush (Filme)                                | Dr. Graham                        |                      |
| Séries    |                                              |                                   |                      |
| Ano       | Título                                       | Papel                             | Notas                |
| 1989      | Thirtysomething                              | Young Michael                     |                      |
| 1990/1991 | The Fresh Prince of Bel-Air                  | Chadney Hunt                      |                      |
| 1991      | Blossom                                      | Bobby                             |                      |
| 1988/1991 | The Wonder Years                             | Kirk McCray                       |                      |
| 1992      | Please, God, I'm Only Seventeen              | Michael                           |                      |
| 1991/1992 | The Torkelsons                               | Riley Roberts                     |                      |
| 1992      | Step by Step                                 | Mike Walters                      |                      |
| 1993/1994 | Lois & Clark: The New Adventures of Superman | Jimmy Olsen                       |                      |
| 1995      | Too Something                                | Scott                             |                      |
| 1996      | Edie & Pen                                   | Bellman                           |                      |
| 1996      | The Drew Carey Show                          | Blaine Bell                       |                      |
| 1996      | No Greater Love                              | George Winfield                   |                      |
| 1996      | Rescuers: Stories of Courage: Two Women      | Rene Klein                        |                      |
| 1997      | Union Square                                 | Michael                           |                      |
| 1999      | Providence                                   | Tom Cromwell                      |                      |
| 2000      | Max Knight: Ultra Spy                        | Max Knight                        |                      |
| 2000      | Get Real                                     | Steve Green                       |                      |
| 2001/2002 | Special Unit 2                               | Detetive Nicholas O'Malley        |                      |
| 2003      | A Carol Christmas                            | Jimmy                             |                      |
| 2004      | Marple: 4.50 from Paddington                 | Bryan Eastley                     |                      |
| 2004      | CSI: Crime Scene Investigation               | Trent Reed                        |                      |
| 2005      | Love Soup                                    | Gil Raymond                       |                      |
| 2005      | CSI: Miami                                   | Nick Marshall                     |                      |
| 2005      | Peep Show                                    | Jonesy                            |                      |
| 2006      | Let Go                                       | Nick Burton                       |                      |
| 2006      | Ghost Whisperer                              | Kyle McCall                       |                      |
| 2007      | The Wedding Bells                            | David Conlon                      |                      |
| 2008      | Boston Legal                                 | Não Creditado                     |                      |
| 2009      | New Tricks                                   | Leonard Kuziak                    |                      |
| 2010      | Material Girl                                | Marco Keriliak                    |                      |
| 2010      | Miranda                                      | Danny                             |                      |
| 2012      | Upstairs Downstairs                          | Caspar Landry                     |                      |
| 2012      | Apartment 23                                 | Scott                             |                      |